# Großau (Herrschaft)

Medaille zu Ehren von Ludwig Baron Villa-Secca

Die Herrschaft Großau war eine Grundherrschaft im Viertel ober dem Manhartsberg im Erzherzogtum Österreich unter der Enns, dem heutigen Niederösterreich.

## Ausdehnung
Die Herrschaft, zu der auch Güter in Großau, Süssenbach und Zemmendorf gehörten, umfasste zuletzt die Ortsobrigkeit über Großau, Süssenbach und Zemmendorf. Der Sitz der Verwaltung befand sich im Schloss Grossau.

## Geschichte
Letzter Inhaber der Allodialherrschaft war Ludwig Freiherr von Villa Secca Navarro d'Andrade (1822–1894), den späteren Vizepräsidenten des Clubs Deutscher und Österreichisch-Ungarischer Geflügelzüchter, der im Schloss auch eine Ackerbauschule betrieb. Im Zuge der Reformen 1848/1849 wurde die Herrschaft aufgelöst.